# Clifford Johnson
Clifford Victor Johnson (* 5. März 1968 in London) ist ein britischer theoretischer Physiker, der sich mit Stringtheorie, Schwarzen Löchern, Quantengravitation und verwandten Gebieten befasst. Er ist Professor an der University of California, Santa Barbara.

## Leben
Johnson studierte an der Imperial College London mit dem Bachelor-Abschluss 1989 und wurde 1992 an der University of Southampton promoviert (bei Tim Morris). Als Post-Doktorand war er bis 1994 am Institute for Advanced Study und danach am Institut für Theoretische Physik der University of California, Santa Barbara. Ab 1995 war er Assistant Professor an der University of Kentucky und von 2003 bis 2023 Professor an der University of Southern California. Im Sommer 2023 wechselte er ans Physics Department der University of California, Santa Barbara.
Er ist wissenschaftlicher Berater für Discovery Channel und wirkte in verschiedenen Dokumentationen, wie zum Beispiel The Universe (2007), mit. Johnson gründete das African Summer Theory Institute (ASTI), eine jeweils einmonatige Konferenz an verschiedenen Orten in Afrika, 2004 fand es in Kapstadt statt.
Von ihm stammt ein Standardwerk über D-Brane.
2005 erhielt er die Maxwell-Medaille des Institute of Physics und 1997 einen National Science Foundation Career Award.

## Schriften
- D-Branes. Cambridge University Press, 2023, ISBN 978-1-00-940139-5 (Erstausgabe:  2003).
- D–Brane Primer. In: Strings, Branes and Gravity. Oktober 2001, S. 129–350, doi:10.1142/9789812799630_0002, arxiv:hep-th/0007170.